# 格林艾兰
格林艾兰（英語：Green Island）是位于美国纽约州奥尔巴尼县的一个镇、村一体的行政区划，地处奥尔巴尼以北8英里。这里也是纽约州仅有的五个镇村合一的行政区划之一。2010年美国人口普查时，该镇村有2620人。其占地面积为0.7平方英里，也是整个纽约州面积最小的镇。